# Milk
Milk är en amerikansk biografisk film från 2008 om Harvey Milk (1930–1978). Milk var aktivist för homosexuellas rättigheter och Kaliforniens första öppet homosexuella politiker.

## Beskrivning
Filmen är regisserad av Gus Van Sant, är 128 minuter lång och började visas på biografer 26 november 2008. Den visades också månaden innan, 28 oktober på en välgörenhetsvisning på Castro Theater i San Francisco, Kalifornien i USA. Filmen tog åtta veckor att spela in. Statister som var närvarande vid de faktiska händelserna medverkade i stora masscener, däribland en scen som avbildar Milks "Hopptal" vid Gay Freedom Day Parade 1978.
Milk filmades till stora delar på Castro Street och andra ställen i San Francisco, som Harvey Milks dåvarande butik Castro Camera. Filmen börjar på Harvey Milks 40-årsdag. Han bodde då i New York och hade inte ännu flyttat till San Francisco. Filmen följer hans lokalpolitiska engagemang i Castro-området och staden. Harvey Milk drev kampanjer mot förslag om att begränsa homosexuellas rättigheter, som introducerades av Anita Bryant och John Briggs åren 1977 och 1978. Filmen dramatiserar även Harvey Milks romantiska relationer, liksom förhållandet till politikern Dan White, som i slutet av filmen mördar Harvey Milk och stadens borgmästare George Moscone. Filmen premiärvisades på Castro Theater i San Francisco, två veckor innan Kaliforniens folkomröstning om homosexuellas rätt att gifta sig år 2008.

## Rollbesättning
- Sean Penn spelar huvudrollen.
- Josh Brolin spelar rollen som Harvey Milks mördare, Dan White.
- Emile Hirsch spelar gayrörelseaktivisten Cleve Jones.

I filmen medverkar också:
- Diego Luna som Jack Lira
- James Franco som Scott Smith
- Alison Pill som Anne Kronenberg
- Victor Garber som Mayor George Moscone
- Denis O'Hare som State Senator John Briggs
- Joseph Cross som Dick Pabich
- Stephen Spinella som Rick Stokes
- Lucsom Grabeel som Danny Nicoletta
- Jeff Koons som Art Agnos
- Ashlee Temple som Dianne Feinstein
- Wendy Tremont King som Carol Ruth Silver
- Kelvin Han Yee som Gordon Lau
- Howard Rosenman som David Goodstein
- Ted Jan Roberts som Dennis Peron
- Robert Chimento som Phillip Burton
- Zachary Culbertson som Bill Kraus
- Mark Martinez som Sylvester

## Utmärkelser och nomineringar
Sean Penn belönades med en Oscar (2009) för bästa manliga huvudroll och Dustin Lance Black för bästa bästa originalmanus. Milk har nominerats till 56 andra utmärkelser världen över, och vunnit 34. Filmen var dessutom nominerad för Oscars i kategorierna:
- Bästa film
- Bästa regi (Gus Van Sant)
- Bästa manliga biroll (Josh Brolin)
- Bästa filmmusik (Danny Elfman)
- Bästa kostym (Danny Glicker)
- Bästa klippning (Elliot Graham)